# Generální pardon
Generální pardon vydal císař Ferdinand II. 3. února 1622 v Innsbrucku, zveřejněn byl 7. května. Omilostňoval účastníky českého stavovského povstání (1618–1620), pokud přiznali svoji účast. Zaručoval jim osobní svobody, ale nechránil jejich majetek. Následovala proto vlna konfiskací (zabavování) majetku povstalců.
O hmotných trestech rozhodovaly konfiskační komitéty, jejichž předsedou v Čechách byl Karel I. z Lichtenštejna, na Moravě František z Ditrichštejna. Během půldruhého roku bylo odsouzeno 622 českých šlechtických rodin, z toho 166 byl majetek zabaven zcela, 45 rodin přišlo o dvě třetiny, 128 o polovinu, 215 o třetinu a ostatní o jiný podíl. O veškerý obecní majetek přišla též většina královských měst s výjimkou Českých Budějovic a Plzně.
Zabavený majetek byl následně rozprodán příslušníkům dvorské strany. Novými majiteli se stali např. Lobkovicové, Valdštejnové, Lichtenštejnové, po roce 1627 majetek získala i cizí šlechta (např. Buquoyové, Gallasové, Piccolominiové).

## Přenesený význam
Spojení „generální pardon“ se používá v přeneseném významu, pokud nějaká instituce, státní úřad nebo někdo jiný odpustí sankci za porušení zákona, neplnění závazků apod. při splnění určitých podmínek. Např. městský úřad může motivovat dlužníky k zaplacení dlužného nájemného prominutím penále, pokud splatí dluhy v určitém termínu.